# Miguel San Román Ferrándiz
Miguel San Román Ferrándiz (Benidorm, 14 de julio de 1997) es un futbolista español que juega como portero en el C. D. Leganés de la Segunda División de España. Es sobrino nieto del futbolista Miguel San Román Núñez.

## Trayectoria
Se formó en las categorías inferiores del Atlético de Madrid hasta formar parte del Juvenil A que ganó el doblete de Liga y Copa del Rey en la temporada 2015-16. 
En 2016 se unió al primer filial del Atlético de Madrid con el que compitió en Tercera División y, tras lograr el ascenso a Segunda División B, disputó las campañas 2017-18 y 2018-19. Entre ambas, disputó 54 partidos y encajó 56 goles entre liga regular y promoción de ascenso a Segunda División. Se clasificó tras finalizar 3.º en el Grupo I y cayó en primera ronda ante el C. D. Mirandés, siendo uno de los capitanes del equipo.
Diego Simeone no le dio la oportunidad de debutar con el primer equipo, pero sí le convocó para un partido de Liga Europa de la UEFA contra el F. C. Lokomotiv Moscú a domicilio en el curso 2017-18 por la baja de Jan Oblak. En 2018 renovó su contrato por tres temporadas.
El 23 de julio de 2019, el Elche C. F. anunció su cesión por una temporada tras realizar la pretemporada con el primer equipo del Atlético de Madrid.
El 6 de enero de 2021 debutó con el primer equipo del Atlético de Madrid en el encuentro de la segunda ronda de la Copa del Rey ante la U. E. Cornellà que perdieron por un gol a cero.
Ese mismo año acabó abandonando la entidad madrileña, firmando el 11 de agosto por dos años con la S. D. Huesca. Con este equipo jugó tres encuentros en la Copa del Rey y el 20 de enero de 2023 fue traspasado a la S. D. Ponferradina. No pudo ayudarles a evitar el descenso a Primera Federación y en el mes de julio regresó al Elche C. F., esta vez en propiedad. En esta segunda etapa, al igual que en la primera, consiguió un ascenso a Primera División.
El 16 de julio de 2025 se anunció su fichaje por el C. D. Leganés para la temporada 2025-26.

## Clubes
| Club                   | País   | Año       |
| ---------------------- | ------ | --------- |
| Atlético de Madrid "B" | España | 2016-2021 |
| Elche C. F. (cedido)   | España | 2019-2020 |
| S. D. Huesca           | España | 2021-2023 |
| S. D. Ponferradina     | España | 2023      |
| Elche C. F.            | España | 2023-2025 |
| C. D. Leganés          | España | 2025-act. |